# باتريك جسيكي
باتريك جسيكي (بالألمانية: Patrick Wojcicki)‏ (مواليد 14 أغسطس 1991) هو ملاكم ألماني، مثّل بلاده في الألعاب الأولمبية الصيفية 2012.

## روابط خارجية
باتريك جسيكي على موقع بوكس ريك (الإنجليزية) (registration required)
- باتريك جسيكي على موقع أوليمبيديا (الإنجليزية)
- باتريك جسيكي على موقع اللجنة الأولمبية الألمانية (الألمانية)